# Хортиця (бронепоїзд)

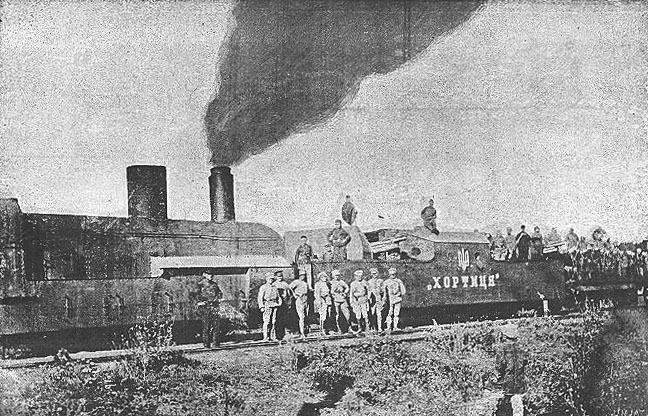
Панцерний потяг І-ї Бригади УСС «Хортиця», ст. Тальне, вересень 1919.

«Хо́ртиця» (1919) — панцерний потяг І-ї Бригади Українських січових стрільців, належав до Армії УНР.
Основою для формування бронепотяга стала трофейна бронеплощадка відбитого в Жмеринці більшовицького «7-го Сумского». У боях за Крижопіль було захоплено ще один броневагон з 2 гарматами та 8 кулеметами, його теж включили до складу «Хортиці».
У серпні 1919 року бронепоїзд був використаний на більшовицькому фронті, для підтримки 3-ї дивізії, яка захищала залізничну станцію Вапнярка проти наступаючих військ противника.
Починаючи з 24 вересня 1919 р. Армія УНР почали військові дії проти військ Добровольчої армії генерала Денікіна. «Хортицю» перекидають на Вапнярку, потім на Рудницю, Попелюхи, де потяг застосовують у боях з білогвардійцями. Наприкінці жовтня 1919 р. бронепотяг використали у наступі на станцію Вапнярка, захоплену денікінцями.
З 15.10.1919 – командиром бронепотягу призначений сотник Василь Ляшенко (10.11.1890 —11.07.1956)
29 жовтня за його допомогою здійснили спробу захопити Вапнярку, в цьому бою «Хортиця» потрапила під фланговий вогонь ворожої батареї бронепотягів «Коршун» і «Новоросія», і зазнала серйозних втрат — 6 козаків залоги потягу були вбиті i 12 поранені, в тому числі 2 старшин. Згодом, у бою під Проскуровом «Хортиця» зійшла з рейок і була залишена.